# شينجي تاكاهاشي (لاعب رماية)
شينجي تاكاهاشي (باليابانية: 高橋信司) هو لاعب رماية ياباني، ولد في 12 أكتوبر 1937.

## وصلات خارجية
- شينجي تاكاهاشي على موقع أوليمبيديا (الإنجليزية)